# .int
.int es un dominio de Internet genérico de nivel superior usado en las DNS de Internet.
De acuerdo con la política del IANA, los dominios .int están reservados para organizaciones con tratados internacionales y organizaciones no gubernamentales con el estatus de "observadores" de las Naciones Unidas.
Históricamente el dominio .int también fue usado para la infraestructura de bases de datos de Internet. Los contenidos de .arpa empezaron a ser movidos a .int, pero en el año 2000 la IAB recomendó que no se añadiera más bases de datos a .int y que el dominio .arpa permaneciera en uso.
El subdominio .eu.int fue usado por instituciones de la Unión Europea. Sin embargo los nombres de dichas instituciones fueron cambiados al dominio .eu el 9 de mayo de 2006, Día de Europa. Las instituciones con las direcciones ".eu.int" seguirán siendo accesibles durante un año de transición.

## Organizaciones con dominio .int
- Organización de Estados Iberoamericanos (oei.int)
- consejo de Europa (coe.int)
- Eurocontrol (eurocontrol.int)
- Banco Central Europeo (ecb.int)
- European Center for Medium-Range Weather Forecasts
- Asociación Europea de Libre Comercio (efta.int)
- Agencia Espacial Europea (esa.int)
- Centro Europeo de Previsiones Meteorológicas a Plazo Medio (ecmwf.int)
- Unión Europea (europa.eu.int, usando ahora europa.eu)
- Organización de Aviación Civil Internacional (icao.int)
- International Institute for Democracy and Electoral Assistance - International IDEA
- Organización Internacional para las Migraciones (iom.int)
- Cruz Roja (redcross.int Archivado el 12 de agosto de 2007 en Wayback Machine.)
- Unión Internacional de Telecomunicaciones (itu.int)
- Interpol (interpol.int)
- Instituto Interamericano de Cooperación para la Agricultura (www.iica.int)
- IAI - Inter-American Institute for Global Change Research / Instituto Interamericano para la Investigación del Cambio Global (www.iai.int)
- OTAN (www.nato.int)
- The Phone Company
- ReliefWeb (reliefweb.int)
- Sistema de la Integración Centroamericana - SICA - (sica.int)
- Naciones Unidas (un.int)
  - United Nations Convention to Combat Desertification
  - United Nations Framework Convention on Climate Change
  - Permanent Missions to the United Nations
- Unión Postal Universal (upu.int)
- West European Union (weu.int)
- World Alliance of YMCAs (ymca.int)
- Organización Mundial de la Salud (who.int)
- Organización Mundial de la Propiedad Intelectual (wipo.int)
- Organización Meteorológica Mundial (wmo.int)
- Mercosur (mercosur.int)
- UNASUR (unasur.int)
- Unión Postal de las Américas, España y Portugal ()